# Iglesia Anglicana de Chile
Die Iglesia Anglicana de Chile (englisch Anglican Church of Chile) ist eine Mitgliedskirche der Anglikanischen Gemeinschaft in Chile. An ihrer Spitze steht als Primas ein Presiding Bishop; derzeit ist dies Tito Zavala.

## Geschichte
Sie hat ihren Ursprung in britischen Immigranten des 19. Jahrhunderts. Die erste anglikanische Kirche im heutigen chilenischen Staatsgebiet wurde auf dem Hügel Cerro Alegre in Valparaíso errichtet. Bis 1974 dem Erzbischof von Canterbury als Primas unterstehend, ging ihre Kirche in der Iglesia Anglicana del Cono Sur de América auf, die sich über Argentinien, Bolivien, Chile, Paraguay, Peru und Uruguay erstreckte und sieben Diözesen (Argentinien, Nordargentinien, Bolivien, Paraguay, Peru, Uruguay) zählte. Ab dem November 2018 ist die Diocese of Chile als Anglican Church of Chile eine eigene Kirchenprovinz.

## Gliederung
Die Provinz umfasst vier Diözesen:
| Diözese    | Staat             | Bischof                |
| ---------- | ----------------- | ---------------------- |
| Concepción | Chile, Concepción | Gregory James Venables |
| Santiago   | Chile, Santiago   | Tito Zavala            |
| Temuco     | Chile, Temuco     | Abelino Manuel Apeleo  |
| Valparaíso | Chile, Valparaíso | Samuel Morrison        |